# ユーリオン

5つの環から構成されたユーリオン

ユーリオン（英: EURion constellation）とは、偽造防止技術の一つとして1996年以降に発行された各国の紙幣等に見られる模様である。開発した会社の名前からオムロンリング（英: Omron rings）と呼ばれることもある。

## 概要

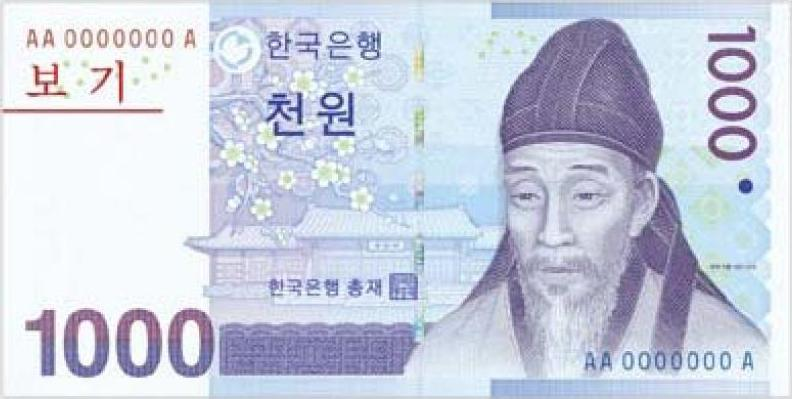
大韓民国1,000ウォン紙幣（5次シリーズ紙幣）。表面左上「보기（見本）」のまわりや、中央部「천원（千ウォン）」の背景に描かれたウメにユーリオンが付加されている。

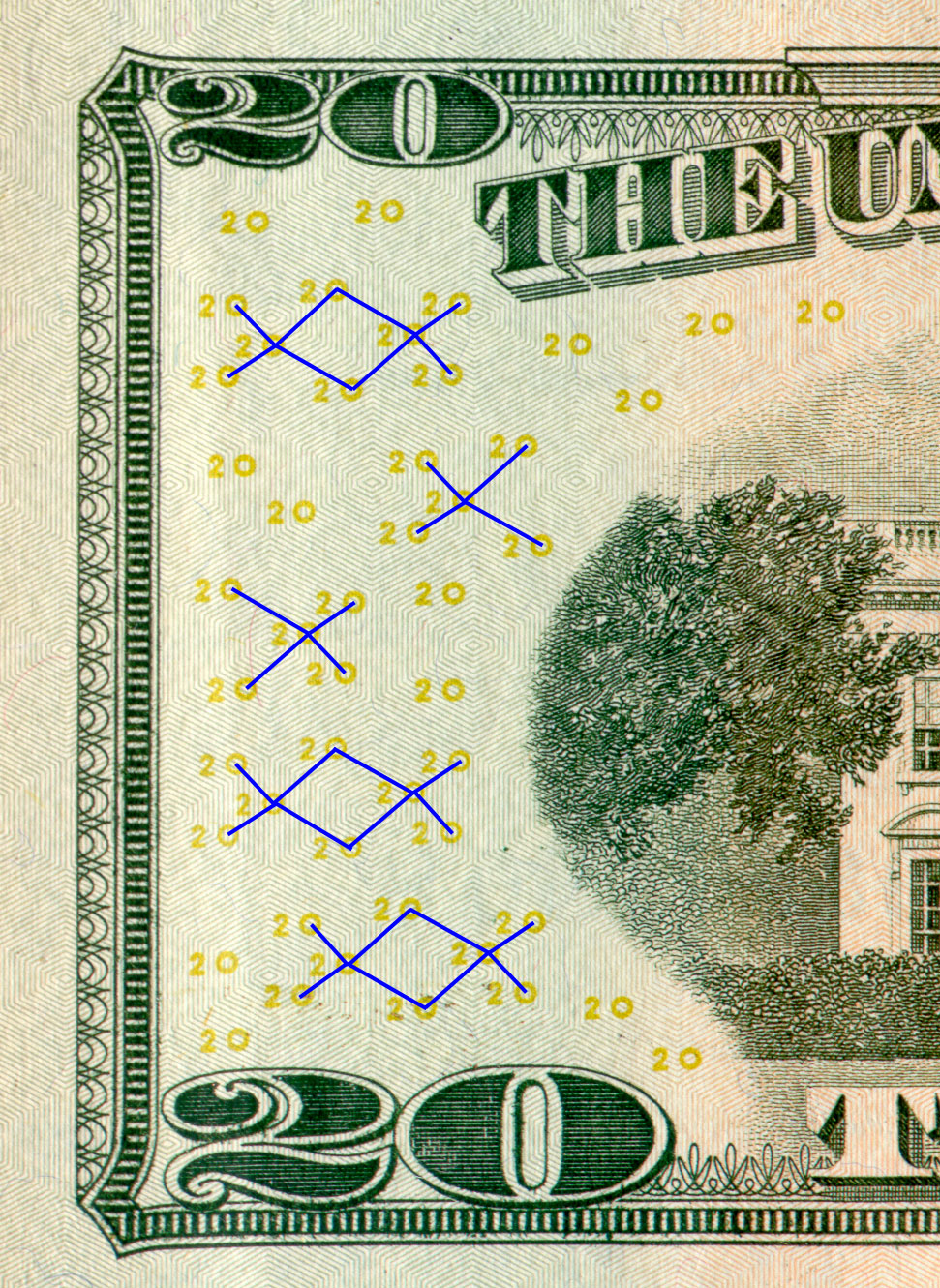
US20ドルのユーリオン。青でマークされた星座のようなものがユーリオンである。

発行元が複写を禁じる印刷物に対してこの模様を付加することで、複写禁止印刷物であることを画像処理ソフトウェアやカラー複写機が容易に検知できるようになり、偽造の防止に役立つものと考えられている。
ユーリオンの元となる偽造検出技術は、日本のオムロンが1994年に設計・開発したものであり、同社が特許権を有している。技術面の詳細は非公開であり、同社は各国の中央銀行や印刷局、ソフトウェア・複写機メーカーなどの特許利用者に限って公開している。
ユーリオンという名称そのものはセキュリティ研究者のマルクス・クーンによる造語である。2002年の前半、クーンはゼロックス社製カラー複写機の紙幣複写防止機能について実験している時、この模様を発見した。通貨単位のユーロ (EURO) と、模様がオリオン座 (Orion constellation) によく似ていたことに因んでユーリオン (EURion constellation) と命名されており、いわゆるかばん語である。
「5つの小さな黄、緑または橙色の円形模様を最小単位として、これらが紙幣面の様々な方向へ繰り返し描かれる。これらは単なる5つの円であるが、複写機の処理を停止してカラーコピーを防止するには十分である」とクーンは説明している。後にアンドリュー・ステア (Andrew Steer) が「（ある円から）隣の円までの2乗距離が簡単な整数比で表せ、画像処理ソフトウェアがユーリオンを能率的に検出するための手がかりになっている」と指摘している。
ユーリオンの存在が最初に認知されたのは10ユーロ紙幣であり、かつ同紙幣のユーリオンが最も有名である。

## ユーリオンの利用
複数の国において、中央銀行が紙幣のデザインにユーリオンを採用している。

### 日本
先述のとおり、ユーリオンは日本で発明された技術である。紙幣（日本銀行券）への採用は世界的に見ても比較的早く、2000年発行のD二千円券、2004年発行のE号券、2024年発行のF号券の全てにも採用され、2007年に二千円紙幣を除くD号券が発行停止となったため、2024年現在発行されている全ての日本銀行券は、表裏両面にユーリオンが描かれている。
- D号券
  - 二千円紙幣 - 表面上のキク。裏面中央の地紋。
- E号券
  - 千円紙幣 - 表面左、額面金額の地紋に描かれたサクラ。裏面右下の地紋。
  - 五千円紙幣 - 表面中央の透かし周辺地紋。裏面左上および右下の地紋。
  - 一万円紙幣 - 表面上部の地紋。裏面下部の地紋。
- F号券
  - 千円紙幣
  - 五千円紙幣
  - 一万円紙幣

### ヨーロッパ
ドイツで1996年に発行された旧紙幣（ドイツマルク）では、地紋に描かれた微細な同心円の中にユーリオンが描かれている。1999年にイギリスのイングランド銀行が発行した、エドワード・エルガーの20ポンド紙幣では、音符の符頭部分としてユーリオンが描かれている。

### 北アメリカ
アメリカ合衆国では、2003年以降「シリーズ2004」として発行されたドル紙幣で、黄色で描かれた額面金額が裏面にちりばめられて印刷されている。一の位（5ドル紙幣では「05」と表記して十の位）の「0」がユーリオンの役割を果たしている。

### 一覧
2024年7月現在、ユーリオンが描かれている紙幣は下記のとおり。
現在発行している全ての紙幣にユーリオンが描かれている国・地域については太字で示す。
| 国名・地域名                  | 通貨名     | ユーリオンが描かれている紙幣 | ユーリオンが描かれていない紙幣                                                               |
| ----------------------------- | ---------- | --- | -------------------------------------------------------------------------------------------- |
| アメリカ合衆国                | ドル       | 5ドル (2008)、10ドル (2006)、20ドル (2003)、50ドル (2004) 、100ドル(2013)                                                        | 1ドル、2ドル                                                                                 |
| アラブ首長国連邦              | ディルハム | 50ディルハム (2012)、500ディルハム (2011)                                                                                        | 5、10、20、100、200、1000ディルハム                                                          |
| アルバ                        | フロリン   | 全紙幣 (2003) |                                                                                              |
| アルメニア                    | ドラム     | 1000ドラム (2001, 2011)、5000ドラム (2003, 2012)、10000ドラム (2003, 2012)、20000ドラム (2007, 2009, 2012)、 100000ドラム (2009) | 50000ドラム（記念紙幣）                                                                      |
| イギリス                      | ポンド     | イングランド銀行発行5ポンド (2002, 2016)、10ポンド (2000)、20ポンド (1999, 2007)、50ポンド (2011)                                | 50ポンド (1994)                                                                              |
| インド                        | ルピー     | 50ルピー（2006）、100ルピー（第2版、2005）、500ルピー（第2版、2000）、1000ルピー (2000)                                          | 5、10、20、50ルピー（2005年以前）、100ルピー（第1版、1996）、500ルピー（第1版、1997）        |
| インドネシア                  | ルピア     | 10000ルピア (2010)、20000ルピア (2004)、50000ルピア (2005)、100000ルピア (2004)                                                  | 1000ルピア (2000)、2000ルピア (2009)、5000ルピア (2001)                                      |
| ウガンダ                      | シリング   | 全紙幣 (2010) |                                                                                              |
| エジプト                      | ポンド     | 5ポンド (2002)、10ポンド (2003)、20ポンド (2001)、50ポンド (2001)、100ポンド (2000)、200ポンド (2007)                            | 25ピアストル、50ピアストル、1ポンド                                                          |
| オーストラリア                | ドル       | 5ドル（2001の記念紙幣、2016） | 5ドル（1995）、10ドル以上のすべての通常紙幣                                                  |
| カナダ                        | ドル       | 全紙幣 (2001, 2011) |                                                                                              |
| キュラソー シント・マールテン | ギルダー   | 10、25、50、100ギルター (1998)                                                                                                   | 250ギルター (1986)                                                                           |
| キルギス                      | ソム       | 全紙幣 (2009-2010) |                                                                                              |
| クウェート                    | ディナール | 全紙幣 (2014) |                                                                                              |
| クロアチア                    | クーナ     | 5、10、20クーナ (2001)、50、100、200クーナ (2002)                                                                                | 500、1000クーナ                                                                              |
| コモロ                        | フラン     | 全紙幣 (2005-2006) |                                                                                              |
| サウジアラビア                | リヤル     | 全紙幣 (2007) |                                                                                              |
| CFAフラン                     | CFAフラン  | 西アフリカ、中部アフリカとも全紙幣 (2003)                                                                                        |                                                                                              |
| ジブチ                        | フラン     | 1000フラン (2005)、2000フラン (2008)、10000フラン (2009)                                                                         | 2000フラン (1997)、5000フラン (2002)、10000フラン (1999)                                     |
| シンガポール                  | ドル       | 全紙幣 (1999)、10、50ドル（記念紙幣、2015）                                                                                      |                                                                                              |
| スイス                        | フラン     | 50フラン (第9版、2016) | 第8版の全紙幣 (1995-1998)                                                                    |
| スウェーデン                  | クローナ   | 全紙幣 (2001, 2006, 2015-2016)                                                                                                   | 20クローナ(1997)                                                                             |
| スリナム                      | ドル       | 50、100ドル (2010) | 1、2.5、5、10、20ドル                                                                        |
| スロバキア                    | コルナ     | 200、500、1000、5000コルナ (1999)                                                                                                | 20、50、100コルナ                                                                            |
| スワジランド                  | リランゲニ | 全紙幣 (2010) |                                                                                              |
| タイ                          | バーツ     | 20バーツ (2013)、50バーツ (2012)、70バーツ (記念紙幣、2016)、100バーツ (2005-2015)、500バーツ (2014)、1000バーツ (2005-2015)     | 20バーツ (2003)、50バーツ (1997-2004)、100バーツ (2004)、500バーツ (2001)、1000バーツ (1999) |
| 大韓民国                      | ウォン     | 全紙幣 (2006-2009) |                                                                                              |
| チェコ                        | コルナ     | 500コルナ (2009)、1000コルナ (2008)、2000コルナ (2007)、5000コルナ (2009)                                                        | 100、200コルナ、500コルナ (1997)、1000コルナ (1996)、2000コルナ (1999)、5000コルナ (1999)    |
| 中華人民共和国                | 元         | 1元 (2004)、5元以上の全紙幣 (2005, 2015)                                                                                         |                                                                                              |
| チュニジア                    | ディナール | 5ディナール (2008, 2014)、10ディナール (2005, 2013)、50ディナール (2008)                                                         | 20、30ディナール                                                                             |
| チリ                          | ペソ       | 1000ペソ(2011)、2000ペソ(2010)、5000ペソ (2009)、10000ペソ (2010)、20000ペソ (2010)                                              | 1000、2000ペソ (旧版)                                                                        |
| デンマーク                    | クローネ   | 全紙幣 (1997, 2002, 2009) |                                                                                              |
| トルコ                        | リラ       | 2000万旧リラ(2001)、全紙幣 (2005, 2009)                                                                                          |                                                                                              |
| ナミビア                      | ドル       | 全紙幣 (2012) |                                                                                              |
| 日本                          | 円         | 2000円 (D券：2000)、1000、5000、10000円 (E券：2004、F券：2024)                                                                   |                                                                                              |
| ノルウェー                    | クローネ   | 全紙幣 (1999) |                                                                                              |
| ハンガリー                    | フォリント | 全紙幣 (2010, 2014-2015) |                                                                                              |
| フェロー諸島                  | クローネ   | 全紙幣 (2001, 2011) |                                                                                              |
| ブルガリア                    | レフ       | 全紙幣 (1999) |                                                                                              |
| ポーランド                    | ズウォティ | 全紙幣 (2014-2015) |                                                                                              |
| ボスニア・ヘルツェゴビナ      | 兌換マルク | 200マルク (2002)、 ボスニア・ヘルツェゴビナ連邦版、スルプスカ共和国版とも全紙幣 (2012)                                           |                                                                                              |
| マカオ                        | パタカ     | 中国銀行マカオ分行発行全紙幣 (2003)                                                                                              | 大西洋銀行発行全紙幣 (2005-2009)、中国銀行マカオ分行発行全紙幣 (2008)                        |
| マダガスカル                  | アリアリ   | 100、200、500、1000アリアリ (2004)、 2000、5000、10000アリアリ (2008)                                                            | 2000、5000、10000アリアリ (2003)                                                             |
| 南アフリカ共和国              | ランド     | 全紙幣 (2005, 2015) |                                                                                              |
| メキシコ                      | ヌエボペソ | 全紙幣 (2006-2010) |                                                                                              |
| モロッコ                      | ディルハム | 全紙幣 (2002, 2013) |                                                                                              |
| ユーロ                        | ユーロ     | 全紙幣 (2002, 2013-2015) |                                                                                              |
| ルーマニア                    | レウ       | 全紙幣 (1996-2005) |                                                                                              |

かつてユーリオンが描かれていた紙幣は下記のとおり。
| 国名         | 通貨名   | ユーリオンが描かれていた紙幣                            | ユーリオンが描かれていなかった紙幣 |
| ------------ | -------- | ------------------------------------------------------- | ---------------------------------- |
| オーストリア | シリング | 500、1000シリング (1997)                                | 20、50、100、5000シリング          |
| オランダ     | ギルダー | 10ギルダー (1997)                                       | 25、50、100、250、1000ギルダー     |
| ドイツ       | マルク   | 50、100、200マルク (1996-2002)                          | 5、10、20、500、1000マルク         |
| フランス     | フラン   | 100フラン (1997)                                        | 50、200、500フラン                 |
| ベルギー     | フラン   | 500フラン (1998)、1000フラン (1997)、10000フラン (1997) | 100、200、2000フラン               |

## その他の偽造防止技術
Adobe PhotoshopやPaint Shop Proといった画像処理ソフトウェアでは、紙幣の画像を印刷しようとすると拒否されることが、同ソフトウエアの利用者より報告されている。アメリカの雑誌『WIRED』によると、これらのソフトウェアに搭載されている偽造防止システム（英: Counterfeit Deterrence System, CDS）は、世界の中央銀行が共同で設置した「中央銀行偽造防止グループ」が開発し、ソフトウェアモジュールとしてアドビシステムズ社などのソフトウエア会社に提供された。
スティーブン・J・マードックの実験によると、CDSはユーリオンの模様に依存せず動作し、Digimarc社が開発した電子透かしが紙幣の画像に埋め込まれており、これを検知していることが判明した。